# Hold Me Now
Hold Me Now è stato il brano musicale vincitore dell'Eurovision Song Contest 1987, scritto e interpretata da Johnny Logan, in gara in rappresentanza dell'Irlanda.
Logan aveva già vinto l'Eurovision Song Contest 1980 con il brano What's Another Year.

## Tracce
- 7"

1. Hold Me Now
2. Living a Lie